# Isla Santa Catalina (Mexiko)
Santa Catalina ist eine Insel des mexikanischen Bundesstaates Baja California Sur, gelegen im südlichen Golf von Kalifornien.

## Geographie
Die Insel liegt etwa 40 Kilometer östlich der niederkalifornischen Halbinsel, etwa 20 km östlich der Nachbarinsel Monserrat sowie etwa 120 km westlich vom mexikanischen Bundesstaat Sinaloa.
Santa Catalina ist 13 km lang, bis zu vier Kilometer breit und hat eine Fläche von rund 39 km². Das Eiland ist unbewohnt, bergig und erreicht eine Höhe von 470 m über dem Meer. Santa Catalina ist Teil des 1996 gegründeten Nationalparks Bahía de Loreto wie auch – mit 243 weiteren Inseln – des 2005 ernannten UNESCO-Weltnaturerbes „Inseln und geschützte Gebiete im Golf von Kalifornien“ (spanisch Islas y áreas protegidas del Golfo de California).

## Flora und Fauna
Bedingt durch das Wüstenklima ist die Vegetation auf Santa Catalina äußerst spärlich und
besteht vor allem aus Kakteen und Büschen.
Wie auf vielen anderen Inseln im Golf von Kalifornien sind auch auf Santa Catalina einige endemische Tierarten zu Hause. Dazu zählen u. a.
- die Catalina-Hirschmaus (Peromyscus slevini)
- der Santa-Catalina-Wüstenleguan Dipsosaurus dorsalis catalinensis
- die Santa-Catalina-Schienenechse Cnemidophorus tigris catalinensis
- die Santa-Catalina-Klapperschlange Crotalus catalinensis (die einzige Klapperschlange, die nicht „klappert“, also keine Schwanzrassel hat)